# Tech Trance
Tech Trance, auch bekannt als Techno-Trance oder Techno/Trance, ist ein Subgenre des Trance, welcher sich durch härtere Rhythmik und höheres Tempo gegenüber anderen Trance-Subgenres auszeichnet.

## Charakteristik
Tech Trance ist ein Derivat der EDM, konkret ein Subgenre des Trance und wird oftmals mit Uplifting Trance verwechselt. In der Tat gibt es große Überschneidungen, die man bei Interpreten wie beispielsweise John O’Callaghan, Will Atkinson oder auch Sean Tyas feststellen kann. Zudem bewegen sich die beiden Genres in der Regel im selben engen Tempobereich um 138–140 BPM. Im Gegensatz zum Uplifting klingt Tech Trance allerdings härter, perkussiver, rhythmusbetonter, elektronischer, komplexer und weniger sphärisch. Es hat eine insbesondere sehr basslastige Kickdrum.
Tech-Trance lebt weniger von Melodielinien als vielmehr von aufwendigen Rhythmus-Arrangements und ausgeklügeltem Sound-Design. Dennoch gibt es durchaus auch tonal gespielte Synthesizer-Sounds; allerdings viel mehr in Form von kurzen Melodie-Fragmenten oder perkussiv gespielten Akkorden, die sich perfekt in das Rhythmus-Gebilde eingliedern. So entsteht eine hypnotisierende, tranceartige Stimmung. Richtige Melodien oder komplexe, mehrtaktige Harmonieverläufe gibt es bei Tech Trance seltener.
Heimat des Tech Trance sind vor allem Clubs auf den Britischen Inseln, wie zum Beispiel Rong Manchester oder Gatecrasher Birmingham. Die Metropolen des Tech Trance sind u. a. Dublin, Belfast oder Swansea.

### Struktur
Ebenso wie klassischer Trance basiert Tech Trance auf der klassischen Four-on-the-Floor-Rhythmik, also einem 4/4-Takt mit einer Kick Drum auf der 1. Zählzeit. Die meisten Tracks beginnen lediglich mit dem Drumkit, wobei die einzelnen Stimmen à 4 oder 8 Takte dazu kommen. Somit entsteht ein recht langer Aufbaupart, welcher zum Mixen der Tracks notwendig ist – Tech Trance wird meist in Sets von mehreren Stunden Länge gespielt.

### Geschichte
Tech-Trance entstand Mitte der 1990er unter anderem durch die deutschen Pioniere Oliver Lieb oder Humate. Anfang 2000er erlebte es vorrangig durch Marco V und Tiësto seine Entwicklung und entfaltete sich ab Mitte 2000er durch weitere Künstler wie Simon Patterson, Sean Tyas, Mark Sherry, Sander van Doorn oder Marcel Woods, dessen Produktion Advanced die Hymne von der Trance Energy 2006 war. 2011 veröffentlichte Bryan Kearney seine Produktion Stealth Bomber, die 2011 zum Eurofest Anthem gekürt wurde. Seither hat sich eine enorme Vielfalt innerhalb des Tech Trance herausgebildet, welcher sich von den Grenzbereichen zu Minimal (vgl. KARNEY - Say Nothing) bis hin zu extrem komplexen Arrangements mit vielfältigstem Einsatz von Samples (vgl. Sam Jones - Brainstorm) erstreckt. Ebenso gibt es Tech Trance auch mit Gesangstimme (vgl. John O’Callaghan & Clare Stagg - Lies Cost Nothing (Will Atkinson Remix)).
Im Oktober 2016 gründeten Aly & Fila das Sub-Label FSOE Clandestine, das sich ausschließlich auf Tech Trance spezialisiert und somit auch durch deren Radioshow Future Sound of Egypt Zugang bei über 4 Millionen Zuhörern findet.

## Stiltypische Vertreter

### Labels
- Damaged
- Afterdark
- FSOE Recordings mit FSOE Clandestine
- Kearnage Recordings
- Skullduggery
- Subculture
- VII
- Who’s Afraid of 138?

### Interpreten
- Jordan Suckley
- Bryan Kearney
- John O’Callaghan alias Joint Operations Centre
- Greg Downey
- Marco V
- Sam Jones
- Shugz
- Sneijder
- Will Atkinson
- Will Rees

### Titel
- 1994: Velocity – Lust (Oliver Lieb Remix)
- 1995: Humate – 3.1
- 1999: Oliver Lieb – Subraumstimulation
- 2001: Marco V – Godd
- 2004: Sander van Doorn – Bling Bling! [Oxygen]
- 2005: Marcel Woods – Advanced (Trance Energy Anthem 2006)
- 2007: Joop - The Future (Trance Energy Anthem 2007)
- 2011: Bryan Kearney – Stealth Bomber (Eurofest 2011 Anthem)
- 2013: Simon Patterson – Brush Strokes [WAO138]
- 2015: Binary Finary & Chris Arnott – Symphony of Mystery (Dreamy Darker Remix)
- 2015: Bryan Kearney – Mexican Rave (Shugz Remix) [Kearnage]
- 2015: Will Rees – Persistance [FSOE Recordings]
- 2016: Joint Operations Centre – Plexatron [Subculture]